# Jeron Amin Dewulf
Jeron Amin Dewulf (1974) is een Vlaamse acteur en stand-upcomedian van Chileense afkomst.

## Carrière
Van 2003 tot mei 2006 vertolkte Dewulf de rol van psychiater Marc Dewaele in de televisieserie Familie. Hij speelde ook rollen in Veel geluk, professor!, W817 (Johan), Wittekerke, M!LF en Mega Mindy.
Verder werkte hij voor Eén als publieksopwarmer. Dat was onder andere zo bij de inlachsessies van F.C. De Kampioenen, die op 8 januari 2011 voor de laatste keer werden georganiseerd.
Voor het theater deed hij vanaf 2001 diverse stukken, onder andere Eten en Dansen, Trainspotting, Mariken van Nieumeghen, Charbonnage, Wardje, A Clockwork Orange en Duxtroux. De laatste werd door de krant De Standaard in 2004 verkozen tot "stuk van het jaar".
Naast acteren is Dewulf actief in het Vlaamse en internationale improvisatiewezen. Met zijn Antwerpse groep De Improfeten brengt hij professioneel Improvisatietheater. Dewulf won met het Belgische team goud op het officiële WK impro in Berlijn in 2006, samen met teamleden Yann Van den Branden en Olivier Schalbroeck. Ook in comedy-café The Joker in Antwerpen speelt hij regelmatig improvisatie.
In 2007 bracht hij zijn eigen onemanshow Zijn er nog helden? op de planken en vanaf 2009 speelt hij stand-upcomedy, onder meer bij de 123-Comedy Club en in The Joker in Antwerpen. In 2011 speelde hij de rol van Mario in F.C. De Kampioenen.
In 2013, 2014 en 2015 was hij een van de vier stand-upcomedians in Foute vrienden op 2BE samen met Begijn le Bleu, Steven Goegebeur (tot 2014), Thomas Smith en Christophe Stienlet (vanaf 2015).
In 2015 speelde hij mee in de film Mega Mindy versus Rox (Jones) en in 2016 presenteerde hij Advocaat van de duivel (2BE)
In 2020 regisseerde hij de YouTube serie FestivalNitis, waar hij ook zelf in mee speelde en de rol vertolkte van Roeland.

## Televisie
- W817 (2000, 2002-2003) - als Johan
- Wittekerke (2000) - als inbreker
- Veel geluk, professor! (2001) - als Georges
- Familie (2003-2006) - als psychiater Marc Dewaele
- Mega Mindy (2006) - als Handlanger
- F.C. De Kampioenen (2011) - als Mario
- Vrienden Van de Veire (2011) - als zichzelf
- Crème de la crème (2013) - als Kevin
- De Kotmadam (2013) - als Roger
- Foute vrienden (2013-2015) - als zichzelf
- Danni Lownski (2013) - als Tommy
- Rox (2013) - als Ruud Wijnants
- Foute Vrienden (2013-2015) - als zichzelf
- Amateurs (2014) - als zichzelf
- Advocaat van de duivel (2016) - als presentator
- Auwch_ (2017) - als zichzelf

## Film
- Foute vrienden: de film - als zichzelf
- Mega Mindy versus Rox (2015) - als Jones
- W817: 8eraf! (2021) - als Johan

## Privé
Dewulf was in het echte leven getrouwd met collega-actrice Helga Van der Heyden. In 2004 kregen ze een zoon, maar in april 2006 besloten ze samen om een punt te zetten achter hun huwelijk.